# Albany, Missouri
Albany är administrativ huvudort i Gentry County i Missouri. Orten planlades år 1845 och hette först Athens.